# Dave Tork
Dave Tork (* 25. August 1934) ist ein ehemaliger US-amerikanischer Stabhochspringer.
Am 28. April 1962 stellte er in Walnut mit 4,93 m einen Weltrekord auf.
1963 siegte er bei den Panamerikanischen Spielen in São Paulo.
Im selben Jahr wurde er US-Hallenmeister. Seine persönliche Bestleistung von 5,08 m erzielte er am 27. Juni 1964 in New Brunswick.